# NGC 596
NGC 596 este o galaxie eliptică situată în constelația Balena. A fost descoperită în 13 decembrie 1783 de către William Herschel. De asemenea, a fost observată încă o dată de către John Herschel.